# Врата огня
«Врата огня» (англ. Gates of Fire) — исторический роман американского писателя Стивена Прессфилда, написанный в 1998 году. Книга описывает сражение при Фермопилах глазами периэка Ксеона, одного из трех греков, переживших сражение. На русский язык книга переведена в 2003 году.

## Сюжет
К царю Ксерксу приводят пленного: единственного грека, выжившего после сражения при Фермопилах. Царь, пораженный доблестью, выказанной греками в сражении, хочет узнать больше о спартанцах. Поэтому он приказывает подробно записывать допрос пленника. Пленник, периэк Ксеон, начинает рассказ со своего детства. Далее он описывает то, как он попадает к спартанцам, рассказывает об их быте, о методах воспитания, о способе ведения войны. В сюжете раскрываются линии как воинов, так и жен спартанцев.
Постепенно сюжет приближается к кульминации — сражению при Фермопилах, описанию которого посвящено несколько глав. Небольшая объединённая армия греков в течение семи дней удерживала двухмиллионную армию персов в ущелье Фермопилы. Однако из-за предательства персы прошли горной тропой в тыл союзникам и одолели их.
В послесловии автор выражает благодарность различным ученым и историкам, в частности, директору Международного общества гоплологии, консультировавшего по вопросам вооружения и тактики гоплитов. А также доктору Иппократису Канциосу, доценту кафедры греческого языка и литературы в Ричард Стоктон-Колледже за исторические и лингвистические консультации.

## Признание
В сентябре 2003 года за эту книгу город Спарта присвоил писателю титул почётного гражданина.
Книгу изучают в Военно-морской академии США и в Военной Академии США
Журнал Kirkus Reviews назвал книгу в своем обзоре «триумфом исторических романов».